# Liste des volcans d'Éthiopie

Schéma structural simplifié du rift est-africain.

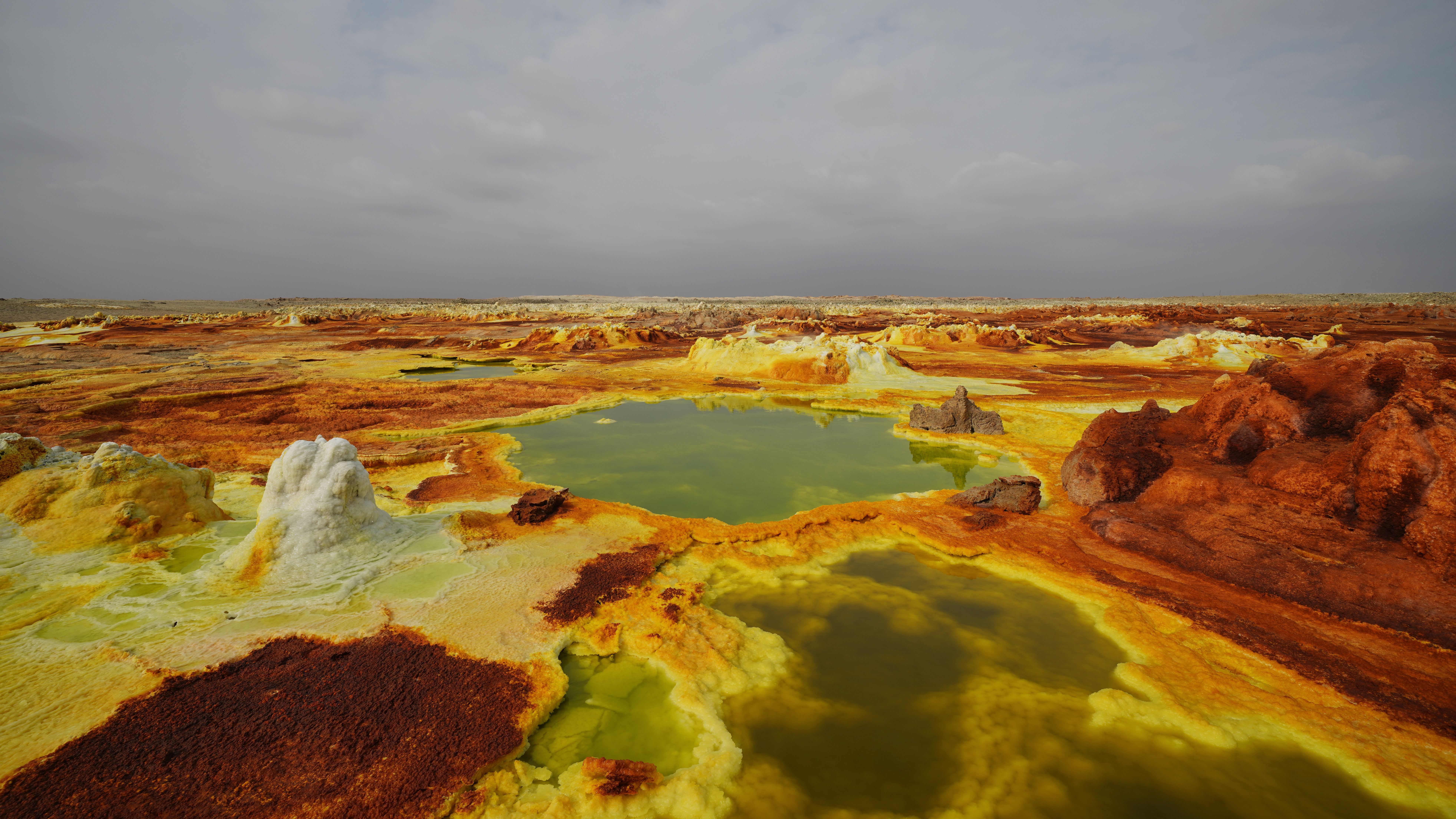
Dallol

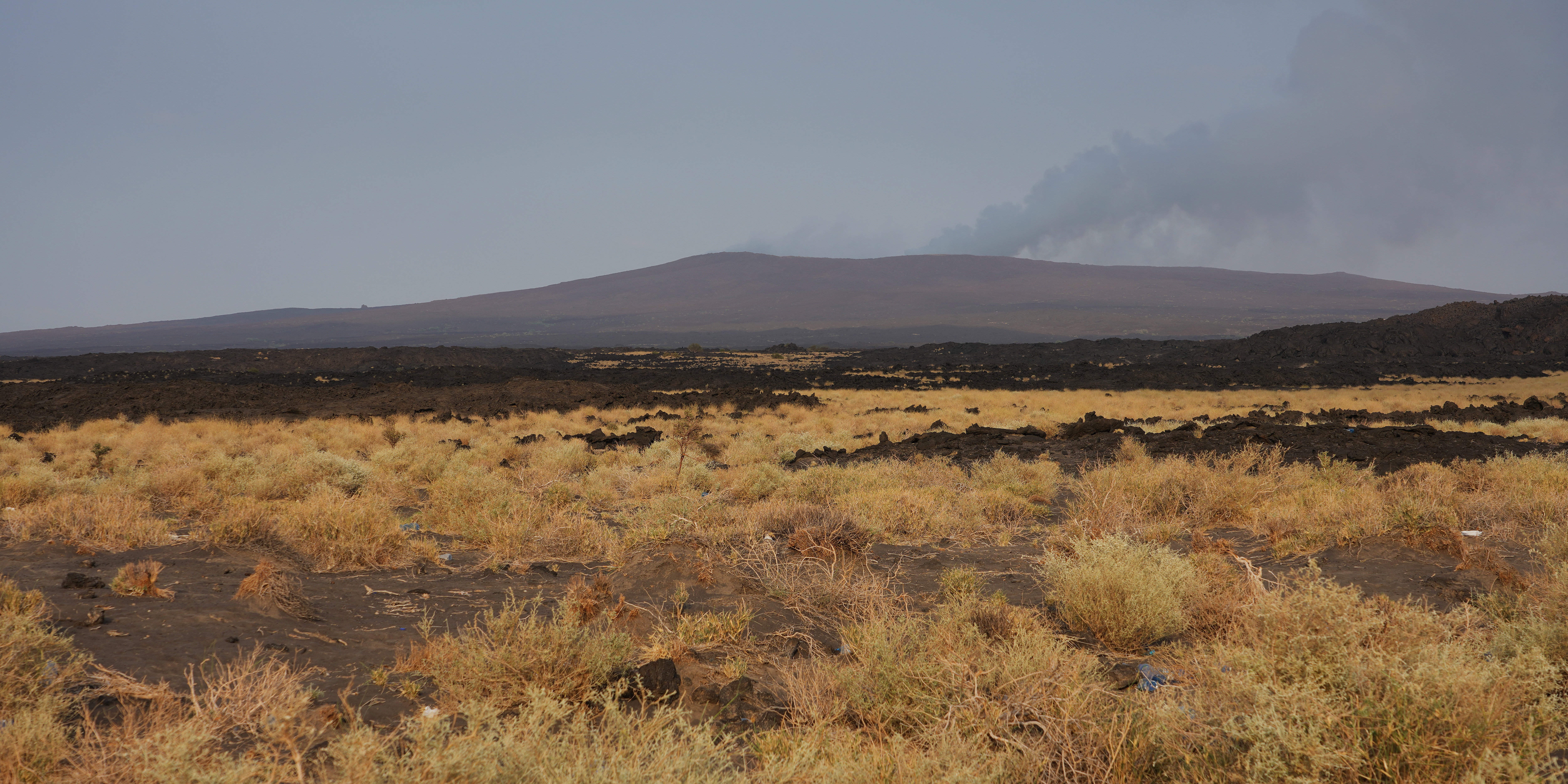
Erta Ale

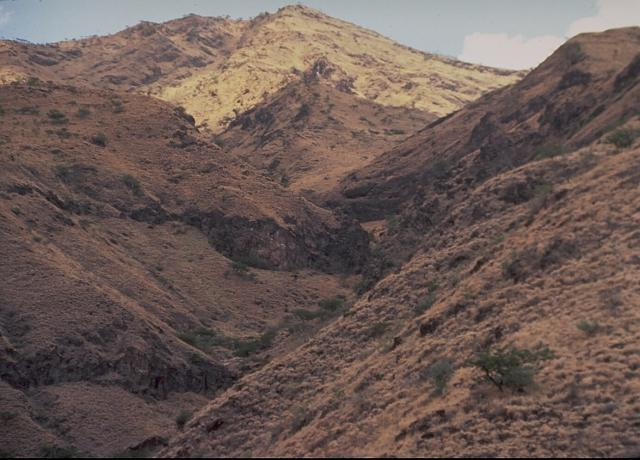
Ayelu

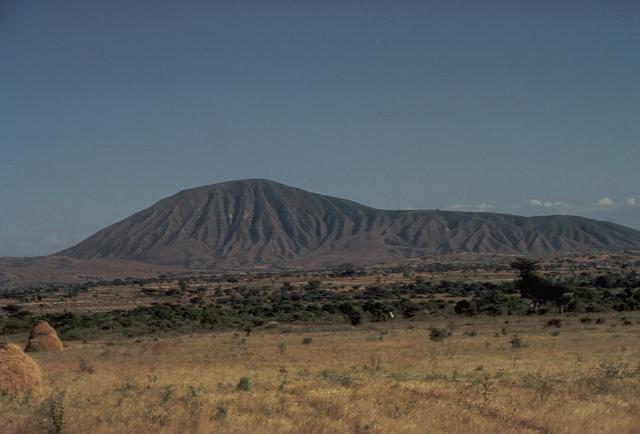
Bora-Bericcio

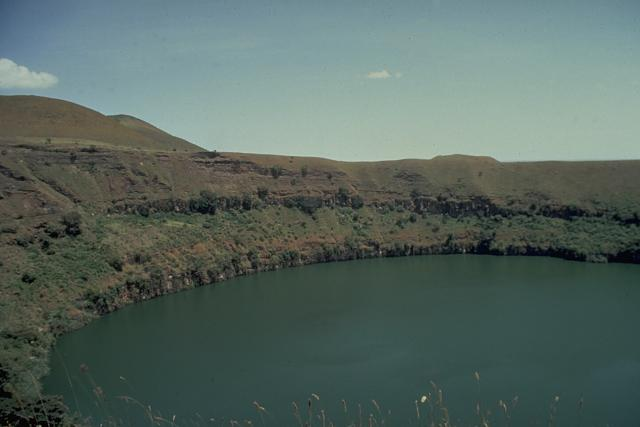
Butajiri-Silti

Cet article recense les volcans d'Éthiopie.

## Caractéristiques
Les volcans d'Éthiopie sont relativement peu connus et étudiés, sans doute du fait de leur situation dans des zones difficilement accessibles. Il existe 67 volcans en Éthiopie, plus que dans n'importe quel autre pays d'Afrique, même si nombre d'entre eux sont assez petits. Le plus connu est l'Erta Ale qui est en éruption continuelle depuis 1967 et qui possède un lac de lave dans son cratère. 
L'existence de ces petits volcans, sources thermales, caldeiras et de nombreuses gorges profondes indique qu'une grande partie du territoire éthiopien est toujours géologiquement instable. La plupart des volcans éthiopiens se situent sur la faille séparant la plaque somalienne et la plaque africaine, principalement dans la vallée du Grand Rift. Bien que la ceinture sismique qui se prolonge le long de la frontière érythréenne et de la dépression de Danakil comprennent de nombreux volcans, aucun séisme sérieux n'a été enregistré dans le secteur depuis le XXe siècle. 
Le 12 juin 2011 Une série de tremblement de terre touche le Nord-Est de l'Érythrée, dont les deux secousses les plus fortes atteignent 5.7 sur Richter, et une dizaine d'autres dépassant la magnitude 4. Une éruption se produit dans la région, probablement près du volcan Nabro, mais l'emplacement exact reste à confirmer en raison de nombreux volcans dans cette région. 
| Adoua Afderà Alayta Ale Bagu _________ ---------------Alu -- Alutu --- Asavyo Asmara Ayelu Beru Bilate Bishoftu ------------------------ Bora-Bericcio_ Borale Ale Borawli ----------------------------------------- ------------------ Boset-Bericha Butajiri-Silti Chiracha - Corbetti Dabbahu Dabbayra ------------ Dalaffilla ----------------------------- Dallol Dama Ali Dendi -- Dofen Dukana ---------- Zway oriental Erta Ale ------ - Fentale Gabillema ------- Gada Ale --------------- Kone ___________ Gedamsa Groppo ---------------- Hayli Gubbi Hertali Hobitcha Korath Kurub Liado ------------ Ma Alata __________ ----------------------------------- Mallahle Manda Hararo - --------- Manda-Inakir Mat Ala ------------- O'a Sabober__ __ Sodore ------------------ Sork Ale Tat Ali Tepi Tosa Sucha -------------------------------------- Tullu Moje Wonchi Yangudi Zuqualla ------------------ |

## Liste
| Volcan          | Forme                | Altitude (m) | Dernière éruption | Région | Coordonnées          |
| --------------- | -------------------- | ------------ | ----------------- | ------ | -------------------- |
| Adoua           | Stratovolcan         | +01 733,     | 1928              | Afar   | 10° 04′ N, 40° 50′ E |
| Afderà          | Stratovolcan         | +01 295,     | Holocène          | Afar   | 13° 05′ N, 40° 51′ E |
| Alayta          | Volcan bouclier      | +01 501,     | 1915              | Afar   | 12° 53′ N, 40° 34′ E |
| Ale Bagu        | Stratovolcan         | +01 031,     | Holocène          | Afar   | 13° 31′ N, 40° 38′ E |
| Alu             | Fissures volcaniques | +00429,      | ?                 | Afar   | 13° 50′ N, 40° 30′ E |
| Alutu           | Stratovolcan         | +02 335,     | 50 av. J.-C.      | Oromia | 7° 46′ N, 38° 47′ E  |
| Asavyo          | Volcan bouclier      | +01 200,     | Holocène          | Afar   | 13° 04′ N, 41° 36′ E |
| Asmara          | ?                    | +00500,      | Holocène          | Afar   | 11° 16′ N, 41° 31′ E |
| Ayelu           | Stratovolcan         | +02 145,     | 1928              | Afar   | 10° 05′ N, 40° 42′ E |
| Beru            | Champ volcanique     | +01 100,     | Holocène          | Oromia | 8° 57′ N, 39° 45′ E  |
| Bilate          | Maars                | +01 700,     | Holocène          | Sud    | 7° 04′ N, 38° 06′ E  |
| Bishoftu        | Fissures volcaniques | +01 850,     | Holocène          | Oromia | 8° 47′ N, 38° 59′ E  |
| Bora-Bericcio   | Cône de ponce        | +02 285,     | Holocène          | Oromia | 8° 16′ N, 39° 02′ E  |
| Borale Ale      | Stratovolcan         | +00668,      | Holocène          | Afar   | 13° 44′ N, 40° 36′ E |
| Borawli         | Stratovolcan         | +00812,      | Holocène          | Afar   | 13° 18′ N, 40° 59′ E |
| Boset-Bericha   | Stratovolcans        | +02 447,     | Holocène          | Oromia | 8° 33′ N, 39° 29′ E  |
| Butajiri-Silti  | Fissures volcaniques | +02 281,     | ?                 | Sud    | 8° 03′ N, 38° 21′ E  |
| Chiracha        | Stratovolcan         | +01 650,     | Holocène          | Sud    | 6° 39′ N, 38° 07′ E  |
| Corbetti        | Caldeira             | +02 320,     | ?                 | Oromia | 7° 11′ N, 38° 26′ E  |
| Dabbahu         | Stratovolcan         | +01 442,     | Holocène          | Afar   | 12° 36′ N, 40° 29′ E |
| Dabbayra        | Volcan bouclier      | +01 302,     | Holocène          | Afar   | 12° 23′ N, 40° 04′ E |
| Dalaffilla      | Stratovolcan         | +00613,      | ?                 | Afar   | 13° 48′ N, 40° 33′ E |
| Dallol          | Cratères d'explosion | −00048,      | 1926              | Afar   | 14° 15′ N, 40° 18′ E |
| Dama Ali        | Volcan bouclier      | +01 068,     | 1631              | Afar   | 11° 17′ N, 41° 38′ E |
| Dendi           | ?                    | +03 260,     | ?                 | Oromia | 9° 00′ N, 38° 00′ E  |
| Dofen           | Stratovolcan         | +01 151,     | Holocène          | Amhara | 9° 21′ N, 40° 08′ E  |
| Dukana          | Cônes pyroclastiques | +01 067,     | Holocène          | Sud    | 4° 05′ N, 37° 25′ E  |
| East Zway       | Fissures volcaniques | +01 889,     | ?                 | Oromia | 7° 57′ N, 38° 56′ E  |
| Erta Ale        | Volcan bouclier      | +00613,      | depuis 1967       | Afar   | 13° 36′ N, 40° 40′ E |
| Fentale         | Stratovolcan         | +02 007,     | 1820              | Oromia | 8° 59′ N, 39° 56′ E  |
| Gabillema       | Stratovolcan         | +01 459,     | Holocène          | Afar   | 11° 05′ N, 41° 16′ E |
| Gada Ale        | Stratovolcan         | +00287,      | Holocène          | Afar   | 13° 59′ N, 40° 24′ E |
| Gariboldi       | Caldeiras            | +01 619,     | 1820              | Oromia | 8° 48′ N, 39° 41′ E  |
| Gedamsa         | Caldeira             | +01 984,     | Holocène          | Oromia | 8° 21′ N, 39° 11′ E  |
| Groppo          | Stratovolcan         | +00930,      | Holocène          | Afar   | 11° 44′ N, 40° 15′ E |
| Hayli Gubbi     | Volcan bouclier      | +00521,      | Holocène          | Afar   | 13° 30′ N, 40° 43′ E |
| Hertali         | Fissure volcanique   | +00900,      | Holocène          | Afar   | 9° 47′ N, 40° 20′ E  |
| Hobitcha        | Caldeira             | +01 800,     | Holocène          | Sud    | 6° 47′ N, 37° 50′ E  |
| Korath          | Cônes de tuf         | +00912,      | Holocène          | Sud    | 5° 06′ N, 35° 53′ E  |
| Kurub           | Volcan bouclier      | +00625,      | Holocène          | Afar   | 11° 53′ N, 41° 12′ E |
| Liado           | Maars                | +00878,      | Holocène          | Amhara | 9° 34′ N, 40° 17′ E  |
| Ma Alalta       | Stratovolcan         | +01 815,     | Holocène          | Tigré  | 13° 01′ N, 40° 12′ E |
| Mallahle        | Stratovolcan         | +01 875,     | Holocène          | Afar   | 13° 16′ N, 41° 39′ E |
| Manda Gargori   | Fissures volcaniques | ?            | ?                 | ?      | 11° 45′ N, 41° 29′ E |
| Manda Hararo    | Volcans boucliers    | +00600,      | Holocène          | Afar   | 12° 10′ N, 40° 49′ E |
| Manda-Inakir    | Fissures volcaniques | +00600,      | 1928              | Afar   | 12° 23′ N, 42° 12′ E |
| Mat Ala         | Volcan bouclier      | +00523,      | Holocène          | Afar   | 13° 06′ N, 41° 09′ E |
| Mousa Alli      | Stratovolcan         | +02 028,     | ?                 | Afar   | 12° 28′ N, 42° 24′ E |
| O'a             | Caldeira             | +02 075,     | ?                 | Oromia | 7° 28′ N, 38° 35′ E  |
| Sabober         | ?                    | ?            | 1820              | Oromia | 8° 58′ N, 39° 56′ E  |
| Shala           | ?                    | +02 075,     | ?                 | Oromia | 7° 28′ N, 38° 33′ E  |
| Sodore          | Cônes pyroclastiques | +01 765,     | Holocène          | Oromia | 8° 26′ N, 39° 21′ E  |
| Sork Ale        | Stratovolcan         | +01 611,     | Holocène          | Afar   | 13° 11′ N, 41° 44′ E |
| Tat Ali         | Volcan bouclier      | +00700,      | Holocène          | Afar   | 13° 17′ N, 41° 04′ E |
| Tepi            | Volcan bouclier      | +02 728,     | Holocène          | Sud    | 7° 25′ N, 35° 26′ E  |
| Tosa Sucha      | Cônes volcaniques    | +01 650,     | Holocène          | Sud    | 5° 56′ N, 37° 34′ E  |
| Tullu Moje      | Cônes de ponce       | +02 349,     | 1900              | Oromia | 8° 09′ N, 39° 08′ E  |
| Volcan sans nom | Cônes volcaniques    | +01 200,     | ?                 | ?      | 5° 39′ N, 37° 40′ E  |
| Volcan sans nom | Cônes pyroclastiques | +01 300,     | ?                 | ?      | 8° 42′ N, 39° 38′ E  |
| Volcan sans nom | Fissures volcaniques | +01 800,     | ?                 | ?      | 8° 37′ N, 38° 57′ E  |
| Volcan sans nom | Fissures volcaniques | +01 800,     | ?                 | ?      | 8° 04′ N, 39° 04′ E  |
| Wonchi          | ?                    | +03 450,     | ?                 | Oromia | 9° 00′ N, 38° 00′ E  |
| Yangudi         | Volcan complexe      | +01 383,     | Holocène          | Afar   | 10° 35′ N, 41° 03′ E |
| Zuqualla        | ?                    | +02 800,     | ?                 | Oromia | 8° 19′ N, 38° 31′ E  |